# Guvernarea locală în Roma antică
În Roma antică, guvernarea locală s-a folosit de sistemul provincial, cu scopul de putea guverna teritoriile cucerite fără a fi necesar a le conduce în mod direct. Ca urmare a divizării eficiente a statului roman, a alocării administrației locale sau sectorului privat a numeroase activități care în prezent sunt asociate cu administrația centrală, acesta a avut nevoie de-a lungul timpului de un număr relativ mic de agenți ai administrației publice pentru a-și guverna teritoriul.